# Bankesia juliella
Bankesia juliella är en fjärilsart som beskrevs av Hans Rebel 1919. Bankesia juliella ingår i släktet Bankesia och familjen säckspinnare. Inga underarter finns listade i Catalogue of Life.